# Pygmeopolia
Pygmeopolia is een geslacht van vlinders van de familie uilen (Noctuidae).

## Soorten
- P. discestroides Hreblay & Ronkay, 1998
- P. viridis Hreblay & Ronkay, 1998